# System półthueowski
System półthueowski to system przepisywania słów zbliżony do gramatyk typu 0. Jedyna różnica polega na tym, że w systemach półthueowskich nie ma podziału na symbole terminalne i nieterminalne ani wyróżnionego symbolu początkowego. Formalnie, system półthueowski S nad alfabetem A jest relacją {\displaystyle R\subseteq A^{*}\times A^{*},} gdzie {\displaystyle A^{*}} oznacza zbiór wszystkich słów nad alfabetem A (domknięcie Kleenego).
System półthueowski, w którym wszystkie reguły są odwracalne (tj. jeśli {\displaystyle w\to v} jest regułą, to {\displaystyle v\to w} też), nazywany jest systemem Thuego.